# Phénprocoumone
La phénprocoumone (commercialisée sous les marques Marcoumar, Marcumar et Falithrom) est un anticoagulant oral de la classe des antagonistes de la vitamine K (AVK) et dérivé de la coumarine. Elle inhibe la coagulation en bloquant la synthèse des facteurs de coagulation II, VII, IX et X.
La phénprocoumone est utilisée pour la prophylaxie et le traitement des maladies thromboemboliques comme les thromboses et les embolies pulmonaires. Elle est l'AVK standard en Allemagne.

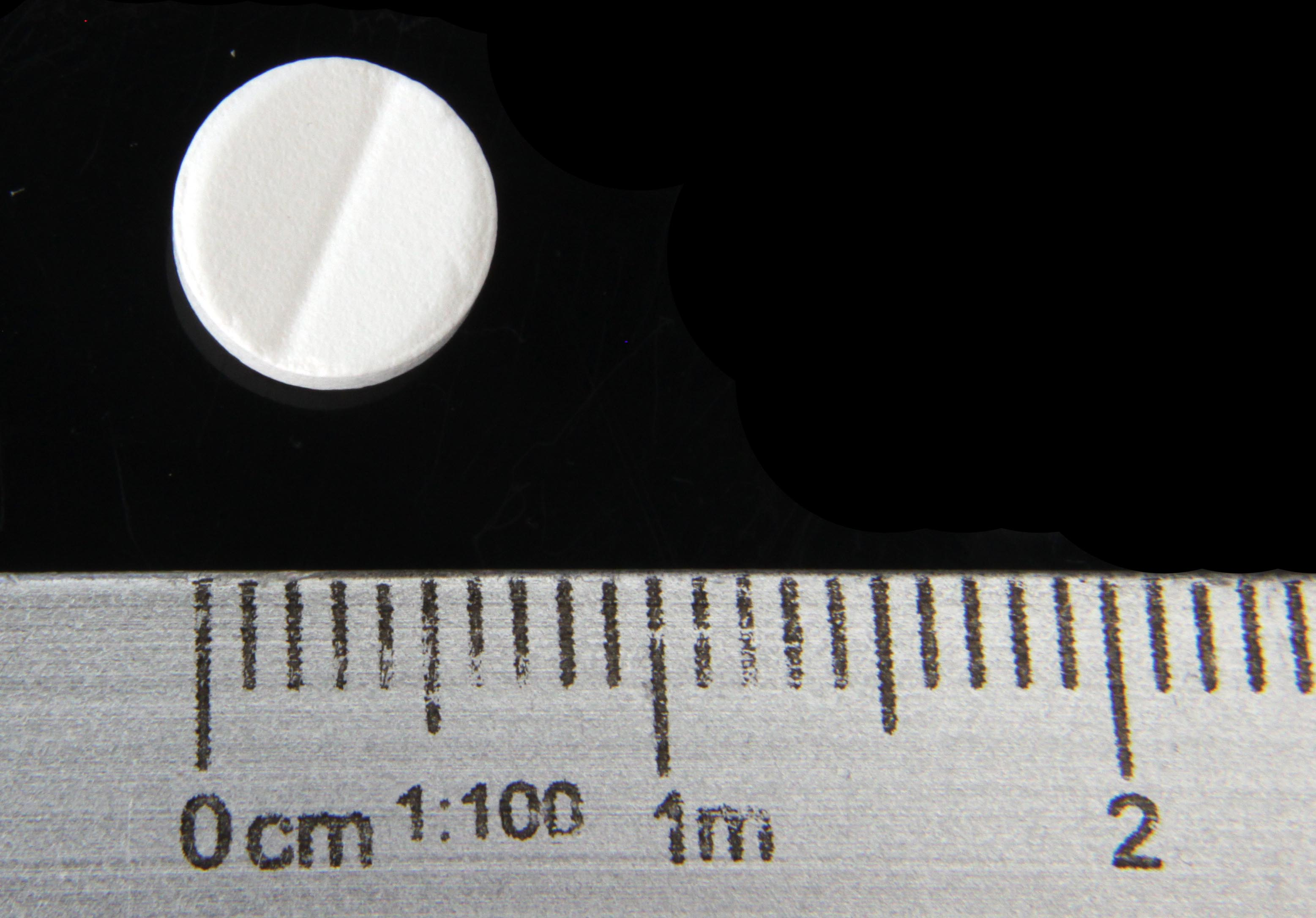
Cachet de 3 mg de Falithrom produit par Hexal AG.